# Galassia di Andromeda
La Galassia di Andromeda (nota talvolta anche con il vecchio nome Grande Nebulosa di Andromeda o con le sigle di catalogo M 31 e NGC 224) è una grande galassia a spirale barrata che dista circa 2,538 milioni di anni luce dalla Terra in direzione della costellazione di Andromeda, da cui prende il nome. Si tratta della galassia di grandi dimensioni più vicina alla nostra, la Via Lattea; è visibile anche a occhio nudo ed è tra gli oggetti più lontani visibili senza l'ausilio di strumenti.
La Galassia di Andromeda è la più grande del Gruppo Locale, un gruppo di galassie di cui fanno parte anche la Via Lattea e la Galassia del Triangolo, più circa cinquanta altre galassie minori, molte delle quali satelliti delle principali.
Secondo studi pubblicati negli anni duemila, derivati dalle osservazioni del telescopio spaziale Spitzer, conterrebbe circa un bilione di stelle (mille miliardi), un numero superiore a quello della Via Lattea, stimato tra i 200 e i 400 miliardi di stelle. Sulla massa ci sono tuttavia opinioni discordanti: alcuni studi indicano un valore di massa per la Via Lattea pari all'80% di quello di Andromeda, mentre, secondo altri, le due galassie avrebbero dimensioni di massa simili. Alcuni studi suggeriscono però che la Via Lattea contenga più materia oscura e potrebbe così essere quella con la massa più grande.
Con una magnitudine apparente pari a 3,4; la Galassia di Andromeda è uno degli oggetti più luminosi del catalogo di Messier.

## Osservazione

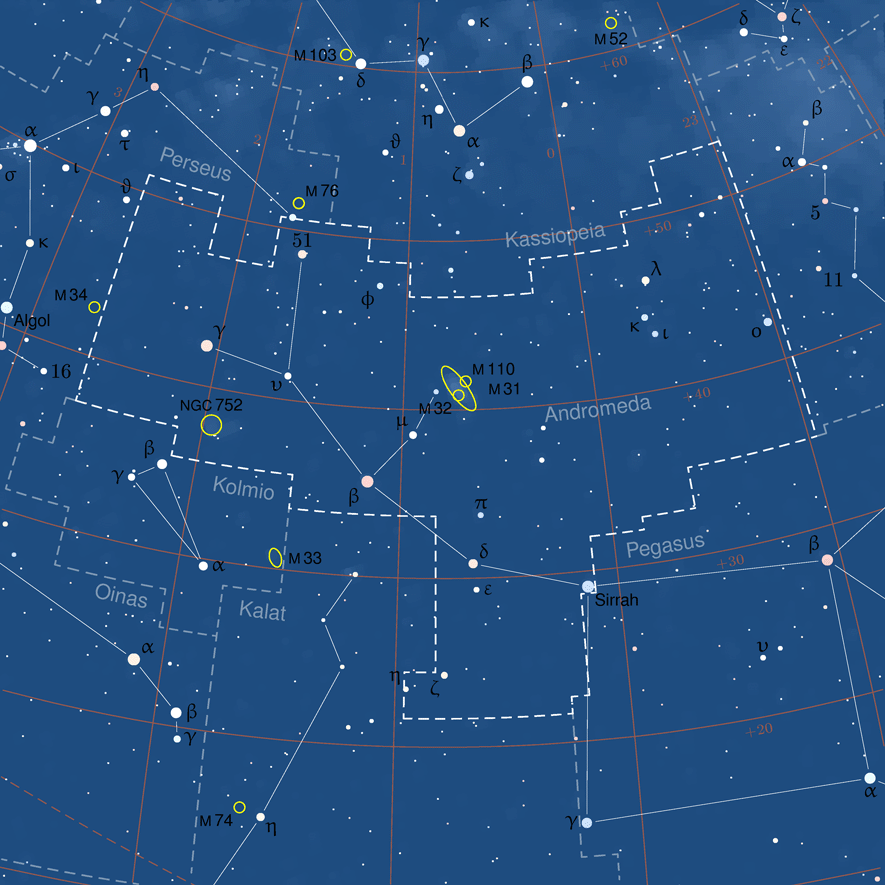
Mappa per individuare la Galassia di Andromeda.

La Galassia di Andromeda si individua con estrema facilità: una volta individuata la costellazione di appartenenza e in particolare la stella Mirach (β Andromedae), si prosegue in direzione nordovest seguendo l'allineamento delle stelle μ Andromedae e ν Andromedae, in direzione NE/SW, fra Perseo e Pegaso, per arrivare a identificare una macchia a forma di fuso, allungato in senso nordest-sudovest; è possibile notarlo anche ad occhio nudo se il cielo è in condizione ottimali e senza inquinamento luminoso. Un binocolo 8×30 o 10×50 non mostra molti più dettagli, ma consente di individuare la satellite M32; un telescopio da 120-250 mm di apertura consente di notare che la regione centrale è più luminosa, anche se non notevolmente rispetto al resto del fuso, il quale degrada dolcemente verso il fondo cielo specialmente ai lati nordest e sudovest. Ingrandimenti eccessivi non consentono di avere una visione di insieme.
La Galassia di Andromeda può essere osservata da entrambi gli emisferi terrestri, sebbene la sua declinazione settentrionale favorisca notevolmente gli osservatori dell'emisfero nord; dalle regioni boreali si presenta estremamente alta nel cielo nelle notti d'autunno, mostrandosi persino circumpolare dalle regioni più settentrionali e della fascia temperata medio-alta, come l'Europa centro-settentrionale e il Canada, mentre dall'emisfero australe resta sempre molto bassa, ad eccezione delle aree prossime all'equatore. È comunque visibile da buona parte delle aree abitate della Terra. Il periodo migliore per la sua osservazione nel cielo serale è quello compreso fra settembre e marzo; nell'emisfero boreale è uno degli oggetti più caratteristici dei cieli autunnali.

## Storia delle osservazioni

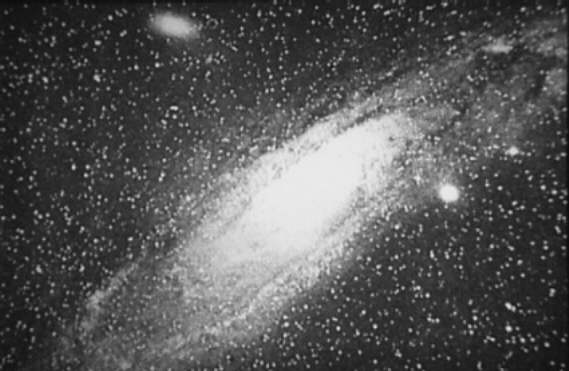
la Grande Nebulosa di Andromeda ripresa da Isaac Roberts.

La prima osservazione della Galassia di Andromeda messa per iscritto risale al 964 ed è stata condotta dall'astronomo persiano Abd al-Rahmān al-Sūfi, il quale la descrisse come una "piccola nube" nel suo Libro delle stelle fisse; anche altre carte celesti, (tra cui quelle olandesi) risalenti allo stesso periodo la riportano con la definizione di "Piccola Nube". La prima descrizione dell'oggetto basata sulle osservazioni telescopiche fu fatta da Simon Marius il 15 dicembre del 1612, il quale la definì come "la luce di una candela osservata attraverso un corno traslucido". Charles Messier la inserì in seguito nel suo celebre catalogo col numero 31 nell'anno 1764, accreditando erroneamente Marius come scopritore, non essendo a conoscenza del precedente libro di Sufi. Nel 1785, l'astronomo William Herschel notò un debole alone rossastro nella regione centrale di M31; egli credeva che si trattasse della più vicina fra tutte le "grandi nebulose" e, basandosi sul colore e la magnitudine della nube, stimò (scorrettamente) una distanza non superiore a 2000 volte la distanza di Sirio.
William Huggins nel 1864 osservò lo spettro di M31 e notò che era differente da quello delle nebulose gassose; gli spettri di M31 mostravano un continuum di frequenze, sovrapposte a linee scure, molto simile a quello delle singole stelle: da ciò dedusse che si doveva trattare di un oggetto di natura stellare. Nel 1885 fu osservata nell'alone di M31 una supernova, catalogata come S Andromedae, la prima e l'unica osservata finora nella galassia; all'epoca dato che M31 era considerato un oggetto "vicino", si credeva che si trattasse di un evento molto meno luminoso, chiamato nova, così fu indicata come "Nova 1885".
Le prime immagini fotografiche della galassia furono prese nel 1887 da Isaac Roberts dal suo osservatorio privato nel Sussex; la lunga esposizione permise di mostrare, per la prima volta, che M31 possiede una struttura a spirale. Tuttavia si credeva ancora che si trattasse di una nebulosa compresa nella nostra Galassia e Roberts pensò erroneamente che si trattasse di una nube a spirale in cui si formano sistemi simili al nostro sistema solare, dove le nubi satelliti sarebbero state dei pianeti in formazione.
La velocità radiale di M31 rispetto al sistema solare fu misurata nel 1912 da Vesto Slipher all'Osservatorio Lowell, utilizzando uno spettroscopio; il risultato fu la più alta velocità radiale mai misurata fino ad allora, di ben 300 km/s, in avvicinamento al Sole.

### Scoperta della natura delle galassie
Nel 1917 Heber Curtis osservò una nova nei bracci di M31; ricercando nelle lastre fotografiche, ne scoprì altre 11; Curtis scrisse che queste novae possedevano una magnitudine apparente media di 10, più deboli di quelle che si osservano nella Via Lattea. Come risultato, egli pose la Galassia di Andromeda alla distanza di 500000 al, diventando così il proponente della teoria dei cosiddetti "universi-isola", secondo la quale le nebulose a spirale non sono altro che insiemi di gas e stelle simili alla nostra Via Lattea, indipendenti fra loro.
Nel 1920 ebbe luogo il Grande Dibattito fra Harlow Shapley e Heber Curtis, in cui si discuteva della natura della Via Lattea, delle "nebulose a spirale" e delle dimensioni dell'Universo; per supportare l'ipotesi che la "Grande Nebulosa di Andromeda" fosse in realtà una galassia indipendente, Curtis riportò pure l'esistenza di linee oscure che ricordano le nubi di polvere tipiche della nostra Galassia, come pure il notevole effetto Doppler. Nel 1922 Ernst Öpik presentò un metodo astrofisico molto semplice per stimare la distanza di M31, secondo cui la "nube" risultava essere distante 450 kpc (quasi 1,5 milioni di anni luce). Edwin Hubble risolse il dilemma nel 1924, quando per la prima volta identificò alcune variabili Cefeidi in alcune foto della galassia create nell'Osservatorio di Monte Wilson, rendendo così molto più accurata la misurazione della distanza; le sue misurazioni infatti dimostrarono inequivocabilmente che M31 è una galassia indipendente situata a notevole distanza dalla nostra.
Questa galassia svolge un ruolo importante negli studi galattici, dato che si tratta della galassia spirale gigante più vicina a noi. Nel 1943 Walter Baade risolse per la prima volta alcune singole stelle nella regione centrale della galassia; basandosi sulle sue osservazioni, egli fu in grado di distinguere due distinte popolazioni di stelle in base alla loro metallicità: chiamò il gruppo più giovane e vicino al disco "Tipo I" e le più vecchie e tendenti al rosso presenti nel bulge "Tipo II". Questo sistema di classificazione delle popolazioni stellari, per altro già notato in precedenza da Jan Oort, fu in seguito esteso alle stelle della Via Lattea e in generale di tutte le galassie note. Baade scoprì inoltre che sono presenti due tipi di variabili Cefeidi, che comportò un raddoppio della distanza stimata di M31, come pure delle galassie del resto dell'Universo.
La prima mappa alle onde radio della Galassia di Andromeda fu completata negli anni cinquanta da John Evan Baldwin e dai suoi collaboratori nel Cambridge Radio Astronomy Group; il core della galassia è chiamato 2C 56 nel catalogo radioastronomico 2C.

## Caratteristiche e moto

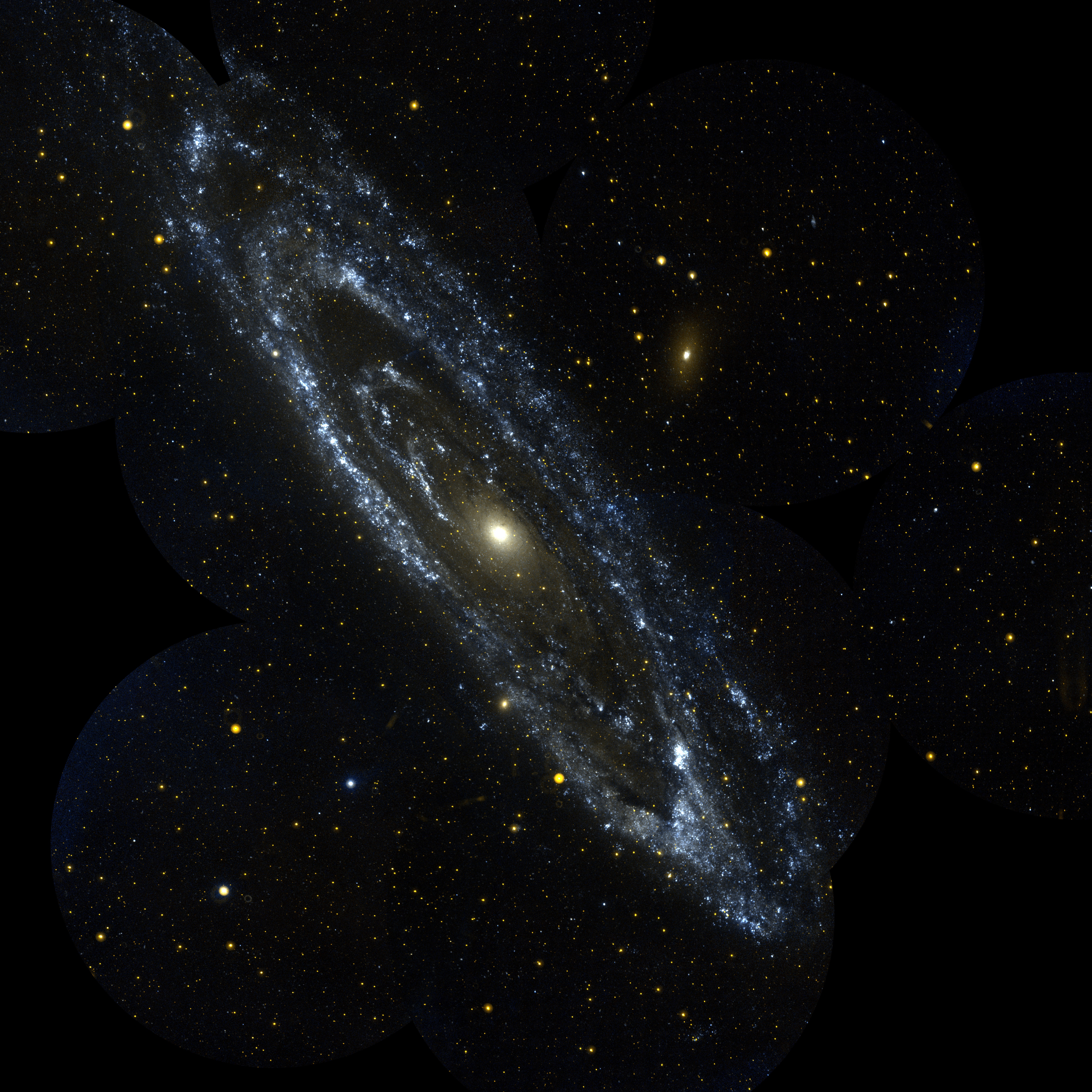
la Galassia di Andromeda vista agli ultravioletti (GALEX).

La Galassia di Andromeda è in avvicinamento alla Via Lattea alla velocità di circa 400.000 km/h, pertanto è una delle poche galassie a mostrare uno spostamento verso il blu; dato il movimento del Sole all'interno della nostra Galassia, si ricava che le due galassie si avvicinano alla velocità di 100–140 km/s. Le due galassie potrebbero così collidere in un tempo stimato sui 5 miliardi di anni e in quel caso probabilmente si fonderanno dando origine ad una galassia ellittica di grandi proporzioni; tuttavia, la velocità tangenziale di M31 rispetto alla Via Lattea non è ben conosciuta, creando così incertezza sul quando la collisione avverrà e sul come essa procederà. Scontri di questo tipo sono frequenti nei gruppi di galassie. Uno studio del 2025 indica che la probabilità di collisione tra le due galassie nei prossimi 10 miliardi sia solo del 50%.
Dopo la scoperta di un secondo tipo di Cefeidi più deboli, nel 1953, la distanza della Galassia di Andromeda è stata raddoppiata; negli anni novanta le misurazioni del satellite Hipparcos furono usate per ricalibrare le distanze delle Cefeidi, portando così la distanza della galassia al valore provvisorio di 2,9 milioni di anni luce.

### Stime recenti di distanza
Per determinare la distanza della galassia sono state utilizzate quattro tecniche distinte.
Nel 2003, utilizzando le fluttuazioni di luminosità superficiale infrarosse, rivedendo il valore periodo-luminosità e utilizzando una correzione della metallicità di −0,2 mag dex−1 in (O/H), si è ricavata una distanza di 2,57 ± 0,06 milioni di anni luce (787 ± 18 kpc).
Utilizzando il metodo delle variabili Cefeidi, il valore ottenuto nel 2004 è di 2,51 ± 0,13 milioni di anni luce (770 ± 40 kpc).
Nel 2005 è stata annunciata la scoperta di una stella binaria a eclisse appartenente alla Galassia di Andromeda; questo sistema, catalogato come M31VJ00443799+4129236, è formato da due stelle blu luminose e calde di classe spettrale O e B. Studiando l'eclisse delle stelle, che avviene ogni 3,54969 giorni, gli astronomi sono stati in grado di misurare il loro diametro; conoscendo il loro diametro e le temperature, si è potuta ottenere la magnitudine assoluta dei due astri, che rapportata alla magnitudine apparente ha fornito un valore di distanza pari a 2,52 ± 0,14 milioni di anni luce (770 ± 40 kpc); pertanto questa distanza può essere presa come un valore medio per la galassia. Questo valore si inquadra perfettamente fra i valori precedentemente identificati e viene accettato come estremamente accurato, a prescindere dalla scala Cefeidi-distanza.

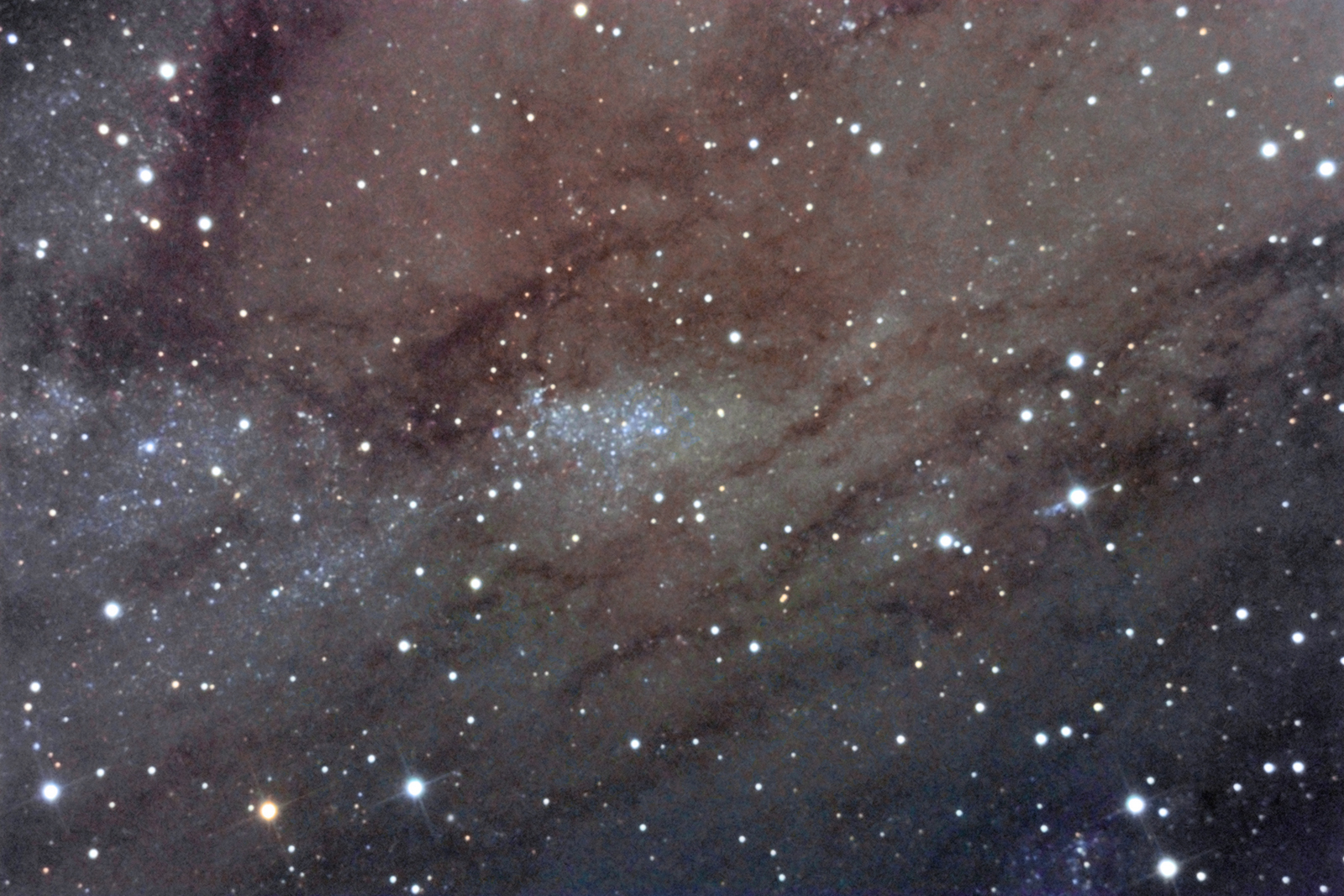
NGC 206, la nube stellare più brillante della Galassia di Andromeda.

La sua vicinanza consente pure di poter utilizzare delle stime basate sulle giganti rosse; tramite questa tecnica è stato trovato sempre nel 2005 un valore di 2,56 ± 0,08 milioni di anni luce (785 ± 25 kpc).
Facendo una media delle distanze ottenute coi vari metodi si ottiene una stima di 2,54 ± 0,06 milioni di anni luce (778 ± 17 kpc); basandosi sulle distanze citate, è stato stimato un diametro della galassia pari a 141000±3000 al.

### Massa
Le stime della massa della Galassia di Andromeda, inclusa la materia oscura, danno un valore di circa 1,23×1012 M⊙, mentre quella della Via Lattea sarebbe di 1,9×1012: la massa di M31 sarebbe dunque inferiore a quella della Via Lattea, nonostante le sue dimensioni siano superiori; tuttavia il tasso di imprecisione sarebbe troppo largo per poter confermare questo valore. Di fatto, M31 contiene molte più stelle della Via Lattea e possiede un diametro notevolmente maggiore.
In particolare, M31 avrebbe molte più stelle comuni rispetto alla Via Lattea e la sua luminosità è doppia rispetto a quella della nostra; tuttavia, il tasso di formazione stellare della Via Lattea è molto più alto: la Galassia di Andromeda produce stelle per circa una massa solare all'anno, mentre nella nostra Galassia si stima che se ne producano 3-5 all'anno. Anche il tasso di supernovae è doppio rispetto a quello di M31. Ciò suggerisce che M31 abbia sperimentato un'intensa fase di formazione stellare nel suo passato, mentre la Via Lattea è nel mezzo di una di queste fasi; ciò potrebbe anche significare che in futuro le stelle della Via Lattea potrebbero diventare numerose così come si osserva in M31.

## Struttura

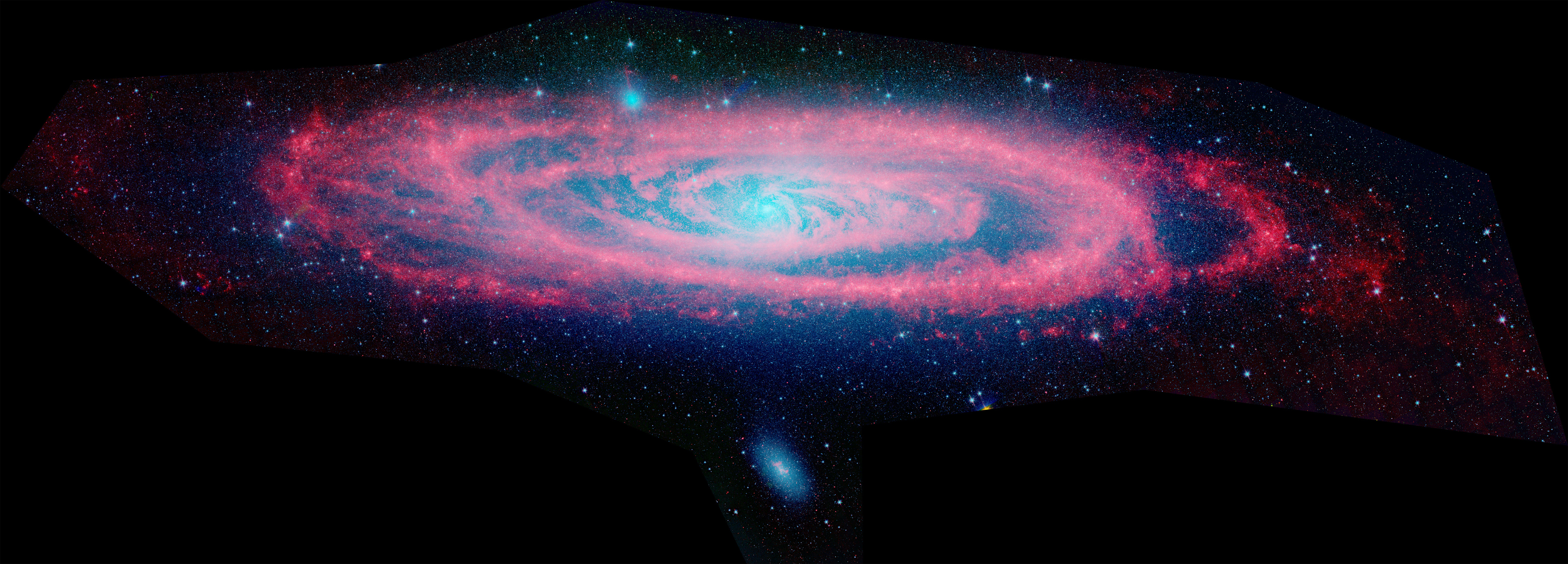
La Galassia di Andromeda vista agli infrarossi dallo Spitzer Space Telescope.

Basandosi sul suo aspetto alla luce visibile, la Galassia di Andromeda è classificata come di tipo SA(s) b nella sequenza di Hubble; tuttavia, i dati provenienti dal monitoraggio 2MASS mostrano che il bulge di M31 possiede una struttura leggermente allungata, il che implica che si potrebbe trattare di una galassia a spirale barrata con l'asse della barra disposto quasi esattamente lungo la nostra linea di vista.
Nel 2005 le osservazioni fatte con il Telescopio Keck mostrarono che i tenui filamenti di stelle che si estendono al di fuori della galassia fanno in realtà parte del disco principale; ciò comporta che il disco a spirale della galassia è tre volte più grande di quanto si credesse (il diametro attualmente stimato della galassia è di circa 220 000 anni luce; in precedenza si pensava fosse compreso fra i 70 000 e i 120 000 anni luce).
La galassia è inclinata di 77° rispetto alla linea di vista della Terra (un angolo di 90° corrisponde ad una vista perfettamente di taglio). Le analisi della sua forma dimostrano che il disco possiede una accentuata distorsione (warp) a "S" e non una forma piatta; una possibile causa di questo warp potrebbe essere l'influenza gravitazionale delle galassie satelliti, come pure una remota influenza della Galassia del Triangolo, ma mancano ancora le misurazioni di distanza e velocità radiale in grado di confermare questa ipotesi.
Gli studi spettroscopici hanno fornito misure molto dettagliate della curva di rotazione di M31 a varie distanze dal nucleo. In prossimità di questo, a una distanza di 1300 anni luce, la velocità di rotazione raggiunge un picco di 225 km/s; successivamente decresce fino a un minimo a 7000 anni luce di distanza, dove potrebbe essere pari ad appena 50 km/s; più all'esterno la velocità aumenta di nuovo fino a 33 000 anni luce di distanza, dove raggiunge picchi di 250 km/s; a 80 000 anni luce dal nucleo si stabilizza sui 200 km/s. Queste misurazioni implicano una massa concentrata di circa 6×109 M⊙ nella regione del nucleo; la massa totale della galassia aumenta linearmente fino ai 45 000 anni luce, dove inizia poi a rallentare.
Nella galassia sono state anche scoperte delle sorgenti multiple di raggi X, tramite le osservazioni dell'osservatorio orbitante XMM-Newton dell'ESA; alcuni scienziati hanno ipotizzato che si tratti di possibili buchi neri o di stelle di neutroni, che riscaldano il gas in avvicinamento fino a milioni di kelvin, provocando l'emissione raggi X. Lo spettro delle stelle di neutroni è lo stesso dei buchi neri ipotizzati, ma le due ipotesi potrebbero essere distinguibili in base alla massa.

### Nucleo

La doppia struttura del nucleo della Galassia di Andromeda ripresa dal Telescopio spaziale Hubble. NASA/ESA.

La Galassia di Andromeda ospita nel suo centro reale un ammasso di stelle molto denso e compatto; in grandi telescopi è possibile osservare le stelle immerse nel bulge diffuso circostante. La luminosità del nucleo supera quella dei più luminosi ammassi globulari.
Nel 1991, studiando le immagini ottenute con il Telescopio spaziale Hubble delle regioni più interne del nucleo, si è scoperto che la galassia ospita un doppio nucleo, formato da due concentrazioni separate da 1,5 parsec (circa 5 anni luce); la concentrazione più luminosa, catalogata come P1, è decentrata rispetto al vero centro galattico, mentre la concentrazione minore, P2, ricade esattamente al centro e contiene un buco nero di 108 M☉. La spiegazione più accreditata è quella secondo la quale P1 è una proiezione di un disco di stelle in un'orbita eccentrica attorno al buco nero centrale; anche P2 contiene un disco compatto di stelle calde di classe A, le quali non sono evidenti in filtri rossi, mentre alle luci blu e ultravioletta dominano il nucleo, rendendo P2 più luminosa di P1 a queste lunghezze d'onda.
Inizialmente si era ritenuto che la parte più brillante del doppio nucleo fosse il resto di un'antica galassia nana "cannibalizzata" da M31, ma attualmente quest'ipotesi non è più considerata una spiegazione plausibile: questi nuclei infatti avrebbero avuto una vita estremamente breve a causa della disgregazione mareale del buco nero centrale; infatti la parte più brillante non possiede buchi neri per potersi stabilizzare. Inoltre l'addensamento secondario non sembra essere un nucleo galattico e non vi è comunque evidenza di un'interazione profonda fra galassie.

### Bracci di spirale

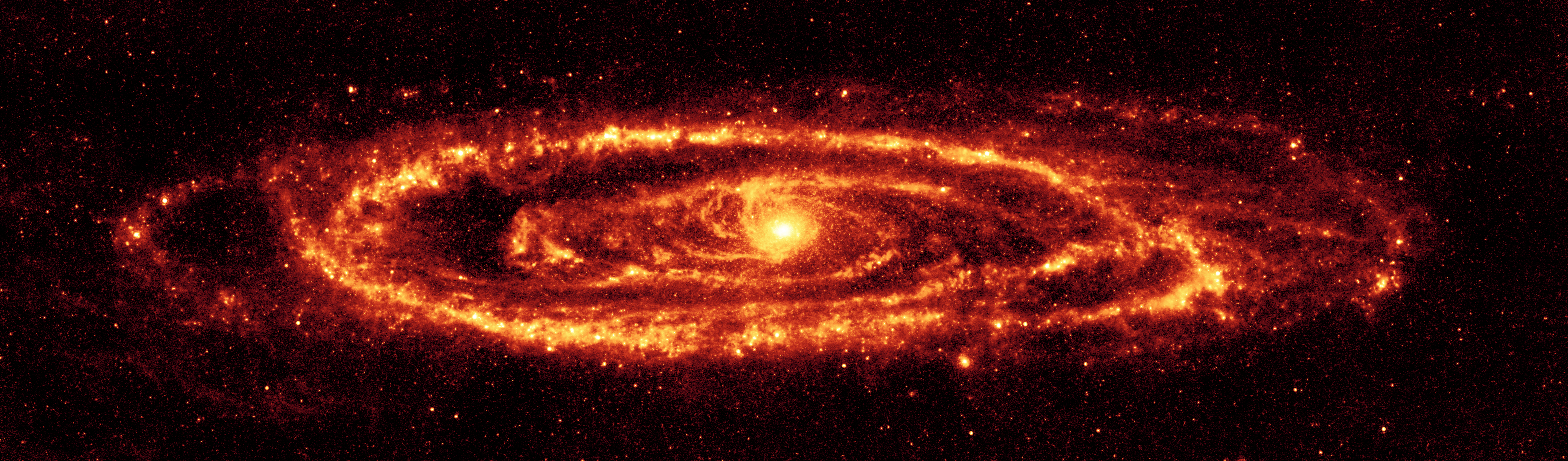
Immagine della Galassia di Andromeda presa dallo Spitzer agli infrarossi, 24 micrometri. (Credit:NASA/JPL-Caltech/K. Gordon Università dell'Arizona)

I bracci di spirale della Galassia di Andromeda sono segnati da una serie di regioni H II che Baade descrisse come una fila di perline; appaiono molto frequenti, sebbene siano più separate fra loro e meno frequenti che nella nostra Galassia. Le immagini rettificate della galassia mostrano una comune galassia spirale con i bracci avvolti in senso orario; sono presenti dei bracci maggiori continui separati fra loro da un minimo di 13 000 anni luce e possono essere seguiti dall'esterno fino a una distanza di circa 1 600 anni luce dal nucleo; ciò può essere notato dallo spostamento di nubi di idrogeno neutro dalle stelle.
Nel 1998 le immagini dell'Infrared Space Observatory dell'ESA hanno dimostrato che la forma complessiva della Galassia di Andromeda potrebbe essere uno stadio transitorio verso una galassia ad anello; il gas e le polveri della galassia sono infatti distribuite generalmente attorno ad alcune strutture anulari, fra le quali una di grandi proporzioni alla distanza di 32 000 anni luce dal centro. Questo anello è nascosto alla luce visibile, poiché è composto da polveri fredde.
Studi al dettaglio delle regioni interne della galassia mostrano un piccolo anello di polveri che si crede sia stato causato da un'interazione con la vicina M32 avvenuta più di 200 milioni di anni fa; le simulazioni mostrano che la piccola galassia satellite passò attraverso il disco di M31 lungo l'asse polare. Questa collisione strappò via la metà della massa originaria di M32 e creò la struttura anulare visibile ora in M31.

### Alone galattico

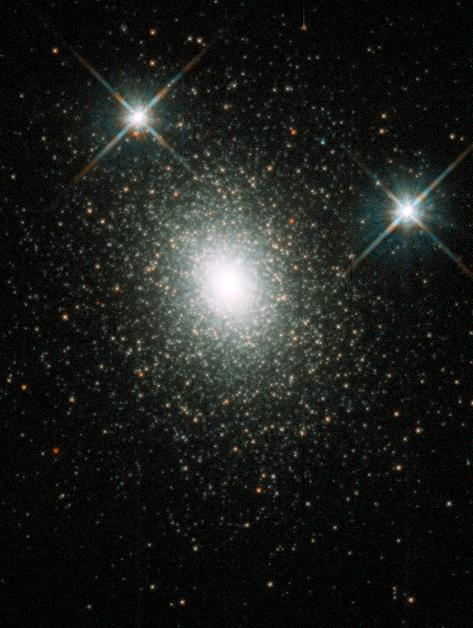
Mayall II, un grande ammasso globulare ripreso dal Telescopio Spaziale Hubble.

L'alone galattico di M31 è comparabile a quello della Via Lattea, dove le stelle dell'alone sono principalmente povere in metalli e la loro povertà aumenta con la distanza; ciò indica che le due galassie hanno seguito un modello evoluzionistico comune. Probabilmente sono cresciute assimilando circa 100-200 galassie di piccola massa nel corso degli ultimi 12 miliardi di anni; le stelle dell'alone esteso della Galassia di Andromeda e della Via Lattea potrebbero arrivare ad occupare fino a un terzo della distanza che separa le due galassie.
Associati a M31 ci sono circa 460 ammassi globulari; il più massiccio di questi, catalogato come Mayall II e soprannominato "Globular One", possiede una luminosità superiore a qualunque altro ammasso globulare noto nel Gruppo Locale di galassie. Mayall II contiene alcuni milioni di stelle ed è due volte più luminoso di Omega Centauri, l'ammasso globulare più luminoso conosciuto nella Via Lattea. Contiene inoltre alcune popolazioni stellari e una struttura troppo massiccia per un normale ammasso globulare; per questa ragione alcuni considerano Mayall II un residuo del nucleo di una galassia nana cui M31 ha strappato via le stelle esterne in un lontano passato. Il globulare con la luminosità apparente più alta vista dalla nostra prospettiva, è però G76, che si trova nella metà orientale del braccio di sud-ovest.
Nel 2005 gli astronomi hanno scoperto inoltre un nuovo tipo di ammasso stellare; la sua particolarità consiste nel fatto che contiene centinaia di migliaia di stelle, un numero simile a quello osservabile negli ammassi globulari, da cui si distinguono perché sono molto più estesi (fino ad alcune centinaia di anni luce di diametro) e centinaia di volte meno densi. La distanza fra le stelle è, inoltre, molto più grande nei nuovi ammassi estesi scoperti.

## Galassie satelliti

M32, la galassia satellite di Andromeda meglio conosciuta, insieme alla Galassia del Triangolo, ovvero la M33.

Così come la Via Lattea, anche la Galassia di Andromeda possiede un sistema di galassie satelliti, consistente di 14 galassie nane conosciute; le meglio note e le più facili da osservare sono M32 e M110.
Basandosi sulle evidenze, sembra che M32 subì un incontro ravvicinato con la Galassia di Andromeda nel passato: M32 potrebbe infatti essere stata una galassia più grande di come appare attualmente e il suo disco di stelle sarebbe stato strappato via da M31, la quale assunse una forma distorta e aumentò il tasso di formazione stellare nelle regioni del nucleo, che terminò in un passato relativamente recente.
Anche M110 sembra essere in interazione con M31 e gli astronomi hanno scoperto nell'alone di quest'ultima una corrente di stelle ricche in metalli che sembra siano state strappate da entrambe le galassie satelliti. M110 contiene una banda di polveri, che potrebbe essere indice di un recente fenomeno di formazione stellare, una cosa insolita per una galassia nana ellittica, che di solito è quasi completamente priva di gas e polveri.
Nel 2006 si è scoperto che nove delle galassie satelliti si trovano lungo un piano che interseca il nucleo della Galassia di Andromeda, anziché essere distribuite casualmente come sarebbe lecito aspettarsi in caso di interazioni indipendenti; ciò potrebbe significare che le galassie satelliti hanno un'origine mareale comune.
| Nome    | Tipo     | Distanza dal Sole (10⁶︎ a.l.) | Magnitudine | Scopritore          | Anno scoperta |
| ------- | -------- | ---------------------------- | ----------- | ------------------- | ------------- |
| M32     | cE2      | 2,65 ± 0,10                  | +9,0        | Guillaume Le Gentil | 1749          |
| M110    | E5 pec   | 2,69 ± 0,09                  | +8,9        | Charles Messier     | 1773          |
| NGC 185 | dSph/dE3 | 2,08 ± 0,15                  | +10,1       | William Herschel    | 1787          |
| NGC 147 | dSph/dE5 | 2,67 ± 0,18                  | +10,5       | John Herschel       | 1829          |

### Libri
- AA.VV, L'Universo - Grande enciclopedia dell'astronomia, Novara, De Agostini, 1996.
- J. Gribbin, Enciclopedia di astronomia e cosmologia, Milano, Garzanti, 2005, ISBN 88-11-50517-8.
- W. Owen, et al, Atlante illustrato dell'Universo, Milano, Il Viaggiatore, 2006, ISBN 88-365-3679-4.
- J. Lindstrom, Stelle, galassie e misteri cosmici, Trieste, Editoriale Scienza, 2006, ISBN 88-7307-326-3.
- (EN) Stephen James O'Meara, Deep Sky Companions: The Messier Objects, Cambridge University Press, 1998, ISBN 0-521-55332-6.
- (EN) Robert Burnham, Jr, Burnham's Celestial Handbook:  Volume Two, New York, Dover Publications, Inc., 1978.
- (EN) Chaisson, McMillan, Astronomy Today, 6ª ed., Englewood Cliffs, Prentice-Hall, Inc., 1993, ISBN 0-13-240085-5.
- (EN) Thomas T. Arny, Explorations: An Introduction to Astronomy, 2ª ed., Boston, McGraw-Hill, 2000, ISBN 0-8151-0292-5.

### Carte celesti
- Toshimi Taki, Taki's 8.5 Magnitude Star Atlas, su geocities.jp, 2005. URL consultato il 7 novembre 2010 (archiviato dall'url originale il 5 novembre 2018). - Atlante celeste liberamente scaricabile in formato PDF.
- Tirion, Rappaport, Lovi, Uranometria 2000.0 - Volume I - The Northern Hemisphere to -6°, Richmond, Virginia, USA, Willmann-Bell, inc., 1987, ISBN 0-943396-14-X.
- Tirion, Sinnott, Sky Atlas 2000.0 - Second Edition, Cambridge, USA, Cambridge University Press, 1998, ISBN 0-933346-90-5.
- Tirion, The Cambridge Star Atlas 2000.0, 3ª ed., Cambridge, USA, Cambridge University Press, 2001, ISBN 0-521-80084-6.